# Le Naturaliste. Journal des Echanges et des Nouvelles
Le Naturaliste. Journal des Echanges et des Nouvelles (abreviado Naturaliste) es una revista con descripciones botánicas que fue editada en París (Francia).

## Publicación
- Serie 1: 1-53 [also numbered année 1-9], 1879-87;
- Serie 2, nos. 1-548 [also numbered année 9-32], 1887-1910